# Przekręt (serial telewizyjny 2017)

## Fabuła
Serial opowiada o małej grupie złodziei, którzy przez przypadek zostają wplątani w kradzież ciężarówki ze złotem. Od tego momentu muszą żyć w świecie przestępczym.

## Obsada
- Luke Pasqualino jako Albert Hill[4]
- Rupert Grint jako Charlie Cavendish-Scott[5]
- Lucien Laviscount jako Billy ‘Fuckin’ Ayres
- Phoebe Dynevor jako Lotti Mott[6]
- Juliet Aubrey jako Lily Hill
- Marc Warren jako DI Bob Fink
- Stephanie Leonidas jako Chloe Cohen
- Tamer Hassan jako Hate 'Em
- Dougray Scott jako Vic Hill[5]

### Drugoplanowe role
- Ed Westwick jako Sonny Castillo[5]
- Ian Gelder jako Norman Gordon
- Claire Cooper jako Miss Teri Dwyer
- Vincent Regan jako Chief Superintendent Jones
- Johann Myers jako Windrush,
- David Bamber jako Staff
- Duncan Clyde jako Peters
- Nick Pearse jako Bert the Friendly Screw
- Henry Goodman jako Saul Gold
- Brian McCardie jako Uncle Dean
- Luke J.I. Smith jako Mushy
- Jack Brady jako Eddie Flowers
- Leon Annor jako Lil’ Manny
- Russ Bain jako Lawrence McLeod
- Sean Mason jako Tall Paul
- Marc Bannerman jako Patsy Richardson
- Ray Fearon jako John
- Michael Obiora jako Nas Stone
- Julian Firth jako lord Cavendish-Scott
- Adam Levy jako Abel Heimel
- Joe Hurst jako Schmeckel Heimel
- Kevin Sutton jako Yuda Heimel
- Emmett J. Scanlan jako King Royston
- Emma Osman jako Beth Ayres
- Úrsula Corberó jako Ines Santiago

## Odcinki
| Sezon | Sezon | Odcinki | Oryginalna emisja Crackle | Oryginalna emisja Crackle | Oryginalna emisja AXN | Oryginalna emisja AXN |
| Sezon | Sezon | Odcinki | Premiera sezonu           | Finał sezonu              | Premiera sezonu       | Finał sezonu          |
| ----- | ----- | ------- | ------------------------- | ------------------------- | --------------------- | --------------------- |
|       | 1     | 10      | 16 marca 2017             | 16 marca 2017             | 12 kwietnia 2017      | 13 czerwca 2017       |
|       | 2     | 10      | 13 września 2018          | 13 września 2018          | —                     | —                     |

### Sezon 1 (2017)
| Nr | #  | Tytuł                | Reżyseria      | Scenariusz                                                         | Premiera Crackle | Premiera AXN     |
| -- | -- | -------------------- | -------------- | ------------------------------------------------------------------ | ---------------- | ---------------- |
| 1  | 1  | All That Glitters    | Nick Renton    | Alex De Rakoff, David Harris Kline                                 | 16 marca 2017    | 12 kwietnia 2017 |
| 2  | 2  | Badda Bling          | Nick Renton    | Alex De Rakoff, David Harris Kline                                 | 16 marca 2017    | 19 kwietnia 2017 |
| 3  | 3  | Going in Heavy       | Nick Renton    | Alex De Rakoff, David Harris Kline                                 | 16 marca 2017    | 26 kwietnia 2017 |
| 4  | 4  | Across the Pond      | Nick Renton    | Alex De Rakoff, Jason Kaleko, David Harris Kline                   | 16 marca 2017    | 3 maja 2017      |
| 5  | 5  | The Smelt Down       | Lawrence Gough | Alex De Rakoff, David Harris Kline                                 | 16 marca 2017    | 10 maja 2017     |
| 6  | 6  | Fly Away You Nutters | Lawrence Gough | Alex De Rakoff, David Harris Kline                                 | 16 marca 2017    | 17 maja 2017     |
| 7  | 7  | Coming Home to Roost | Lawrence Gough | David Harris Kline, Chris Gorak, Alex De Rakoff                    | 16 marca 2017    | 24 maja 2017     |
| 8  | 8  | Pear Shaped          | Lawrence Gough | Alex De Rakoff, David Harris Kline, Jason Kaleko, Beanie Brownjohn | 16 marca 2017    | 31 maja 2017     |
| 9  | 9  | Creepers             | Geoffrey Sax   | David Harris Kline, Simon Spurrier, Alex De Rakoff                 | 16 marca 2017    | 6 czerwca 2017   |
| 10 | 10 | A Family Affair      | Geoffrey Sax   | Alex De Rakoff, Beanie Brownjohn, David Harris Kline               | 16 marca 2017    | 13 czerwca 2017  |

### Sezon 2 (2018)
| Nr | #  | Tytuł                    | Reżyseria      | Scenariusz                                   | Premiera Crackle | Premiera AXN |
| -- | -- | ------------------------ | -------------- | -------------------------------------------- | ---------------- | ------------ |
| 11 | 1  | Ole                      | Tom Dey        | Alex De Rakoff                               | 13 września 2018 | nieemitowany |
| 12 | 2  | The Catalan and the Mute | Tom Dey        | Alex De Rakoff                               | 13 września 2018 | nieemitowany |
| 13 | 3  | Larga Vida al Rey        | Tom Dey        | Grant Levy & Dominik Rothbard                | 13 września 2018 | nieemitowany |
| 14 | 4  | Haymaker                 |                |                                              | 13 września 2018 | nieemitowany |
| 15 | 5  | Good Work for Good Money |                |                                              | 13 września 2018 | nieemitowany |
| 16 | 6  | Bomba                    |                | Alex De Rakoff, Anderson Mackenzie           | 13 września 2018 | nieemitowany |
| 17 | 7  | Heavy Wears the Crown    | Kevin Connolly | Michael Cobian, Alex De Rakoff               | 13 września 2018 | nieemitowany |
| 18 | 8  | Diamonds Ain't Forever   | Kevin Connolly | Alex De Rakoff, Grant Levy, Dominik Rothbard | 13 września 2018 | nieemitowany |
| 19 | 9  | Close Quarters           | Luis Prieto    | Alex De Rakoff, Grant Levy, Dominik Rothbard | 13 września 2018 | nieemitowany |
| 20 | 10 | Job Done                 | Luis Prieto    |                                              | 13 września 2018 | nieemitowany |

## Produkcja
21 kwietnia 2016 roku platforma Crackle zamówiła pierwszy sezon dramatu. 23 sierpnia 2016 roku ogłoszono, że Rupert Grint, Ed Westwick oraz Dougray Scott dołączyli do obsady dramatu. 5 września 2016 roku podano, że główną rolę w serialu zagra Luke Pasqualino. 24 września 2016 roku Phoebe Dynevor dołączyła do dramatu